# Wojciech Groborz
Wojciech Antoni Groborz (ur. 8 kwietnia 1956 w Krakowie) – polski muzyk i edukator jazzowy, pianista prowadzący własne trio i inne formacje.

## Życiorys
Uczęszczał do krakowskich szkół muzycznych (m.in. do Liceum Muzycznego im. Fryderyka Chopina), ucząc się gry na wiolonczeli, fortepianie i puzonie. Jednocześnie, już jako nastolatek, uczył się grać jazz pod kierunkiem m.in. Tomasza Stańki i Zbigniewa Seiferta. W 1978 został członkiem znanej grupy prowadzonej przez Jarosława Śmietanę – Extra Ball. Z zespołem tym odbył tournée po Stanach Zjednoczonych. W 1981 otrzymał dyplom ukończenia Akademii Muzycznej w Krakowie.
Podejmował współpracę z wieloma czołowymi polskimi muzykami (Januszem Muniakiem, Janem Ptaszynem Wróblewskim, Henrykiem Majewskim, Elżbietą Adamiak). Przez dwa lata grał w zespole Axis Przemysława Gwoździowskiego. Pierwsza własna grupa Groborza (jeśli nie liczyć zespołów prowadzonych w latach szkolnych) to After Action Satisfaction, w skład której wchodzili: Maciej Sikała (saksofon), Piotr Wojtasik (trąbka), Grzegorz Nagórski (puzon), Jacek Niedziela (kontrabas) i Jerzy Głod lub Krzysztof Zawadzki (perkusja).
W 1986 sformował Trio Wojtka Groborza, którego sekcję tworzyli kontrabasista (i przyjaciel) Antoni Dębski oraz perkusista Jacek Pelc. W 1987 został członkiem Jazz Band Ball Orchestra (w której gra do dziś). Jednocześnie był współliderem zespołu Groborz-Kudyk Quintet, w którym, obok Jana Kudyka prowadzącego JBBO, na perkusji grał Kazimierz Jonkisz. Od roku 1997 reaktywował Trio wraz z Tomaszem Kupcem i Wiesławem Jamiołem.
Od roku 2008 zaktywizował działalność bandleadera organizując kolejno: Groovin' High Octette, Klinikum Brazilikum, Collegium Latina, czy też Symptomatic Jazz.
Aktualnie (2018) aktywne są: Orchestra Dedicated, Groborz Trio i Paceline 4.
Do muzyków, których wywiera na Groborzu największe wrażenie i wpływ, zalicza: Dizzy Gillespiego, Theloniousa Monka, Duke Ellingtona, Charliego Parkera, Buda Powella, Hanka Jonesa, Barry’ego Harrisa, Tommy’ego Flanagana.
Podczas pobytu w Nowym Jorku nauczycielami Groborza byli Harold "Hal" Galper, Barry Harris, kompozytor i pianista Michael Weiss i Kenny Warner. Wiedzę zdobytą od swoich Mistrzów i własnymi doświadczeniami zdobytymi podczas wielu lat praktyki dzielił się Wojciech Groborz z młodymi adeptami jazzu podczas warsztatów jazzowych m.in. w Chodzieży czy Brzozowie. Od 2002 wykłada na Krakowskiej Akademii Muzycznej.
Jego pierwszą solową płytą był album After Action nagrany przez Trio Wojtka Groborza w 1986. Kolejny album to CD Yet Another Bebop Day, wydany w 2000.